# Conus irregularis
Conus irregularis é uma espécie de gastrópode do gênero Conus, pertencente à família Conidae.

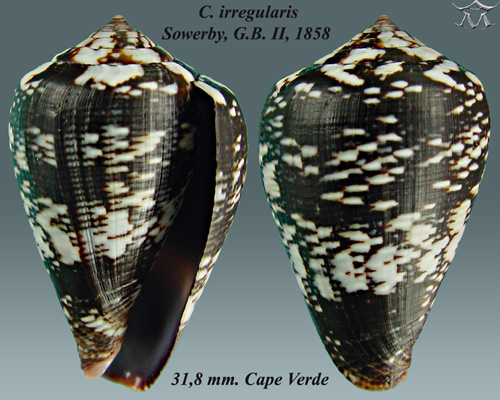

É endémica de Cabo Verde.